# Nederlandse kampioenschappen schaatsen afstanden 2007 - 3000 meter vrouwen
De 3000 meter vrouwen op de Nederlandse kampioenschappen schaatsen afstanden 2007 werd gereden in november 2006, in ijsstadion De Smelt te Assen. Er namen twintig schaatssters deel.
Ireen Wüst was titelverdedigster na haar zege tijdens de NK afstanden 2006.

## Statistieken

### Uitslag
| #      | Schaatser               | tijd    |
| ------ | ----------------------- | ------- |
| Goud   | Renate Groenewold       | 4.14,98 |
| Zilver | Ireen Wüst              | 4.15,38 |
| Brons  | Paulien van Deutekom    | 4.18,44 |
| 4      | Marja Vis               | 4.18,94 |
| 5      | Tessa van Dijk          | 4.20,22 |
| 6      | Wieteke Cramer          | 4.21,24 |
| 7      | Elma de Vries           | 4.21,29 |
| 8      | Gretha Smit             | 4.21,52 |
| 9      | Moniek Kleinsman        | 4.22,37 |
| 10     | Carien Kleibeuker       | 4.22,81 |
| 11     | Jorien Voorhuis         | 4.23,48 |
| 12     | Marrit Leenstra         | 4.28,89 |
| 13     | Janneke Ensing          | 4.29,49 |
| 14     | Rixt Meijer             | 4.30,31 |
| 15     | Linda Bouwens           | 4.32,61 |
| 16     | Annouk van der Weijden  | 4.32,98 |
| 17     | Lisette van der Geest   | 4.33,88 |
| 18     | Diane Valkenburg        | 4.33,94 |
| 19     | Lisanne Soemanta        | 4.34,98 |
| 20     | Foske Tamar van der Wal | 4.40,20 |